# Candasaigas
Candasaigas (en francès Condezaygues) és un municipi francès del departament d'Òlt i Garona, a la regió de la Nova Aquitània.

## Demografia
| 1962                                       | 1968 | 1975 | 1982 | 1990 | 1999 | 2007 |
| ------------------------------------------ | ---- | ---- | ---- | ---- | ---- | ---- |
| 618                                        | 725  | 731  | 858  | 869  | 837  | 880  |
| Des de 1962: població sense dobles comptes |      |      |      |      |      |      |

## Administració
| Període | Identitat             | Partit |
| ------- | --------------------- | ------ |
| 2001-   | Jean-Claude Bouzerand |        |